# Samfoto
Samfoto var en norsk bildbyrå som var aktiv mellan 1976 och 2011 då det uppgick i Norsk Telegrambyrå.
Bildbyrån representerade arkivbilder från en rad norska och nordiska frilansfotografer. Byrån har kontor i Oslo. Bildsamlingen omfattar mer än 300 000 bilder, därav är 250 000 presenterade på Internet (per november 2009).

## Historia
Samfoto grundades av en grupp fotografer år 1976, med önskan om att skapa en fotografbaserad bildbyrå. På 1980- och 1990-talet anslöt sig ungefär 100 norska fotografer sig till byrån. År 1988 började föreningen Norske Naturfotografer ett samarbete med byrån. År 1989 anslöt sig kvinnliga fotografer från gruppen Hera till Samfotoarkivet. I åren 2000–2001 blev bildarkivet digitalt och Samfotoarkivet kom på Internet.
Samfoto blev inlemmat i bildbyrået Norsk Telegrambyrå i september 2011.